# Samokov
Samokov là một thị trấn thuộc tỉnh Sofia, Bungaria. Dân số thời điểm năm 2011 là 26529 người.

## Dân số
Dân số trong giai đoạn 2004-2011 được ghi nhận như sau:
| Năm | 2004  | 2005  | 2006  | 2007  | 2008  | 2009  | 2010  | 2011  |
| --- | ----- | ----- | ----- | ----- | ----- | ----- | ----- | ----- |
| Dân số | 26576 | 26413 | 26419 | 26274 | 26245 | 26196 | 26061 | 26529 |
| From the year 1962 on: No double counting—residents of multiple communes (e.g. students and military personnel) are counted only once. |       |       |       |       |       |       |       |       |